# ويستوورث فيليدج (تكساس)
ويستوورث فيليدج (بالإنجليزية: Westworth Village)‏ هي مدينة أمريكية تقع في ولاية تكساس.تبلغ مساحة هذه المدينة 5.1 (كم²)،ويبلغ عدد سكانها 2472 نسمة حسب إحصاء سنة 2010 م.